# Demitologização
Demitologização é a conhecida tentativa hermenêutica de analisar o significado real da linguagem mitológica usada na Bíblia, em especial no Novo Testamento. A demitologização foi um ponto central da obra do teólogo alemão Rudolf Karl Bultmann.

## Aceitação da mitologia hoje
Bultmann argumenta que a humanidade contemporânea, que se acostumou com os avanços da ciência, não pode aceitar o conceito mitológico do mundo expresso nos escritos bíblicos. Assim, a tarefa da teologia é contextualizar os textos bíblicos para aproximar sua mensagem à cosmovisão moderna. Citando Bultmann:  "… tudo isto é linguagem mitológica… Em se tratando de linguagem mitológica, ela é inverossímil para o ser humano hoje”.

## Manutenção dos mitos
Portanto, cabe à teologia a tarefa de demitologizar a proclamação cristã, descobrindo verdades que estariam inseridas na concepção mítica do universo bíblico. Vale ressaltar que demitologização não significa a eliminação dos mitos, pelo contrário, ele procurou uma reinterpretação da linguagem mitológica da Bíblia.